# Conlara
Conlara es una localidad situada en el departamento San Javier, provincia de Córdoba, Argentina.
Se encuentra 24 km de la ciudad de Villa Dolores, por camino pavimentado y a 6 km al oeste de la Ruta Nacional 148, que recorre el Valle de Conlara. Dista unos 214 km de la ciudad de Córdoba.
La principal actividad económica de la localidad es la agricultura seguida por la ganadería, siendo los principales cultivos la alfalfa y el maíz. En ganadería prevalece el vacuno y sigue el caprino.
El casco urbano de Conlara se encuentra a unos 2,5 km al este del río Conlara.

## Geografía

### Población
De acuerdo con el último censo nacional de población 2001, la zona urbana está compuesta por 84 habitantes y 27 viviendas, mucho menos que los 126 pobladores registrados en el censo de 1991.
El censo provincial de población 2008, que incluye la población rural, registró 457 pobladores, un 106,79 % más que en el anterior censo provincial de 1996, cuando tenía 221 moradores, con lo cual constituye una de las localidades que ha crecido a un ritmo más sostenido (8,9% anual).

### Sismicidad
La sismicidad de la región de Córdoba es frecuente y de intensidad baja, y un silencio sísmico de terremotos medios a graves cada 30 años en áreas aleatorias. Sus últimas expresiones se produjeron:
- 22 de septiembre de 1908 (116 años), a las 17.00 UTC-3, con 6,5 Richter, escala de Mercalli VII; ubicación 30°30′0″S 64°30′0″O / -30.50000, -64.50000; profundidad: 100 km ; produjo daños en Deán Funes, Cruz del Eje y Soto, provincia de Córdoba, y en el sur de las provincias de Santiago del Estero, La Rioja y Catamarca[3]

- 16 de enero de 1947 (78 años), a las 2.37 UTC-3, con una magnitud aproximadamente de 5,5 en la escala de Richter (terremoto de Córdoba de 1947)[2]

- 28 de marzo de 1955 (70 años), a las 6.20 UTC-3 con 6,9 Richter: además de la gravedad física del fenómeno se unió el desconocimiento absoluto de la población a estos eventos recurrentes (terremoto de Villa Giardino de 1955)

- 7 de septiembre de 2004 (20 años), a las 8.53 UTC-3 con 4,1 Richter

- 25 de diciembre de 2009 (15 años), a las 21.42 UTC-3 con 4,0 Richter